# Dzika orchidea
Dzika orchidea (ang. Wild Orchid) – amerykański dramat erotyczny z 1989 roku.

## Fabuła
Emily Reed – młoda i piękna pani adwokat, trafia do Rio de Janeiro jako doradczyni Claudii Dennis. Ich zadaniem jest nakłonienie chińskich inwestorów do budowy kompleksu hotelowego w Brazylii. Emily poznaje ekscentrycznego milionera Jamesa Wheelera. Jest nim zafascynowana, ale zachowuje dystans. On z kolei zaczyna prowadzić dwuznaczną grę.

## Obsada
- Mickey Rourke – James Wheeler
- Jacqueline Bisset – Claudia Dennis
- Carré Otis – Emily Reed
- Assumpta Serna – Hanna Munch
- Bruce Greenwood – Jerome McFarland
- Oleg Vidov – Otto Munch
- Milton Gonçalves – Flavio
- Antonio Mario Silva Da Silva – Rambo
- Michael Villella – Elliot Costa
- Bernardo Jablonski – Roberto
- Luiz Lobo – Juan

## Nagrody i nominacje
Złota Malina 1990
- Najgorszy aktor – Mickey Rourke (nominacja)
- Najgorszy debiut – Carré Otis (nominacja)